# Neolamprologus bifasciatus
Neolamprologus bifasciatus es una especie de peces de la familia Cichlidae en el orden de los Perciformes.

## Hábitat
Es un pez de agua dulce.

## Distribución geográfica
Es un endemismo del lago Tanganika (República Democrática del Congo).